# Kia Joice

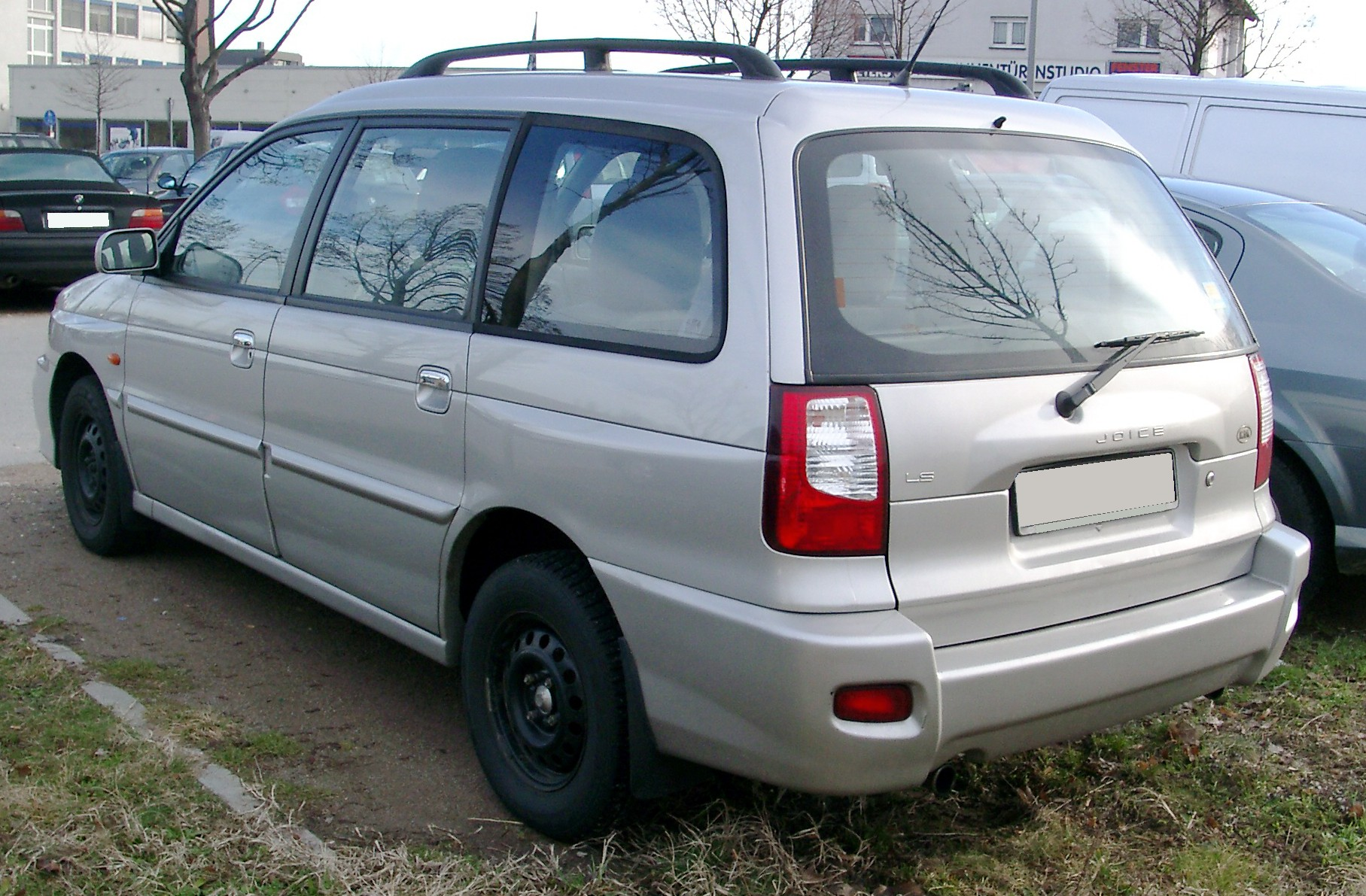
Heckansicht

Der Kia Joice ist ein Van, der vom koreanischen Automobilhersteller Kia Motors von 1999 bis 2003 gebaut wurde. Auf einigen asiatischen Märkten wurde er als Kia Carstar angeboten.

## Auslegung
Der Joice wurde auf dem Automobilsalon in Seoul im März 1999 vorgestellt. Er war der erste Mittelklasse-Van des koreanischen Herstellers mit sieben Sitzplätzen und bei seiner Vorstellung das erste Auto, das nach der Fusion mit der Hyundai Motor Company herausgebracht wurde. Das Design des Joice basiert auf dem von Lieferwagen, aber dank etlicher besonderer Details, wie dem großen verchromten Kühlergrill und den seitlichen Kotflügelverbreiterungen, gelang es, eine ausreichend moderne Linienführung zu finden. Durch seine kastenförmige Karosserie bietet der Joice sieben Sitzplätze in drei Sitzreihen (Konfiguration 2 – 3 – 2). Der Wagen hat eine Luftwiderstandsbeiwert von 0,40. Der Kofferraum kann durch Umklappen der hinteren Sitzbänke von 210 l auf 1750 l erweitert werden. Der Tank fasst 60 l Treibstoff.
Der Innenraum ist mit Materialien mittlerer Qualität ausgestattet, aber die Kunststoffteile sind so gut montiert, dass Verschiebungen und dadurch entstehendes Knistern vermieden werden. Die zweite Sitzreihe ist so konstruiert, dass sie leicht ausgebaut oder in einen Tisch umgebaut werden kann. Die Instrumente sind indirekt grün beleuchtet und lassen sich gut ablesen. Auch Höhenmesser, Kompass und Barometer sind enthalten. Die wichtigsten Bedienelemente für die Audioanlage und die Klimatisierung befinden sich auf der Mittelkonsole.
Der Joice hat wie der Hyundai Santamo die Bodengruppe des Mitsubishi Space Wagon. Der Motor ist vorne quer eingebaut und treibt die Vorderräder an. Vorder- und Hinterachse sind an MacPherson-Federbeinen einzeln aufgehängt. Sie haben hydraulische Teleskop-Stoßdämpfer und Stabilisatoren. Der Wagen ist serienmäßig mit einem handgeschalteten Fünfganggetriebe ausgestattet, aber auf Wunsch gibt es auch ein vierstufiges Automatikgetriebe.
Der Joice hat zwei Airbags vorne, ein ABS und Kopfstützen auf allen Sitzplätzen. Auf Kundenwunsch können die Wagen auch mit Aluminiumrädern, Klimaautomatik, Radio/CD-Spieler und elektrischen Fensterhebern vorne und hinten ausgestattet werden.

## Motoren
Der zuerst eingebaute Motor war ein 2,0 l-Vierzylinder-Reihenmotor (1997 cm³, „Sirius“, Benzin) von Mitsubishi, der nach Euro 2 homologiert war und eine variable Ventilsteuerung hatte. Der 16-Ventiler leistete 139 PS (102 kW) bei 6000 min−1 das max. Drehmoment war 182 Nm bei 4800 min−1. Er beschleunigte den Wagen in 10,5 s von 0–100 km/h bis auf max. 180 km/h. Der Benzinverbrauch lag bei 11,1 l / 100 km, was einem CO2-Ausstoß von 264 g/km entspricht.
2000 wurde der 2,0 l-16V-Motor auf Euro 3 umgeschlüsselt. Die Leistung betrug nur noch 120 PS (88 kW) und der Benzinverbrauch fiel auf 9,7 l / 100 km. Die Beschleunigung von 0–100 km/h betrug 11,5 s und die Höchstgeschwindigkeit 175 km/h. Der CO2-Ausstoß beträgt 231 g/km.
| Modell      | Baujahre  | Motor                            | Hubraum [cm³] | Leistung [kW]   | Drehmoment [Nm]       | CO2-Emission [g/km] | Beschleunigung, 0–100 km/h [s] | Höchstgeschwindigkeit [km/h] | durchschnittl. Benzinverbrauch [l / 100 km] |
| ----------- | --------- | -------------------------------- | ------------- | --------------- | --------------------- | ------------------- | ------------------------------ | ---------------------------- | ------------------------------------------- |
| 2.0 16V 139 | 1999–2000 | Vierzylinder-Reihenmotor, Benzin | 1997 cm³      | 102 kW (139 PS) | 182 Nm bei 4800 min−1 | 264                 | 10,5                           | 180                          | 11,1                                        |
| 2.0 16V 120 | 2000–2003 | Vierzylinder-Reihenmotor, Benzin | 1997 cm³      | 88 kW (120 PS)  | 182 Nm bei 4800 min−1 | 231                 | 11,5                           | 175                          | 9,7                                         |